# MRS寒天培地

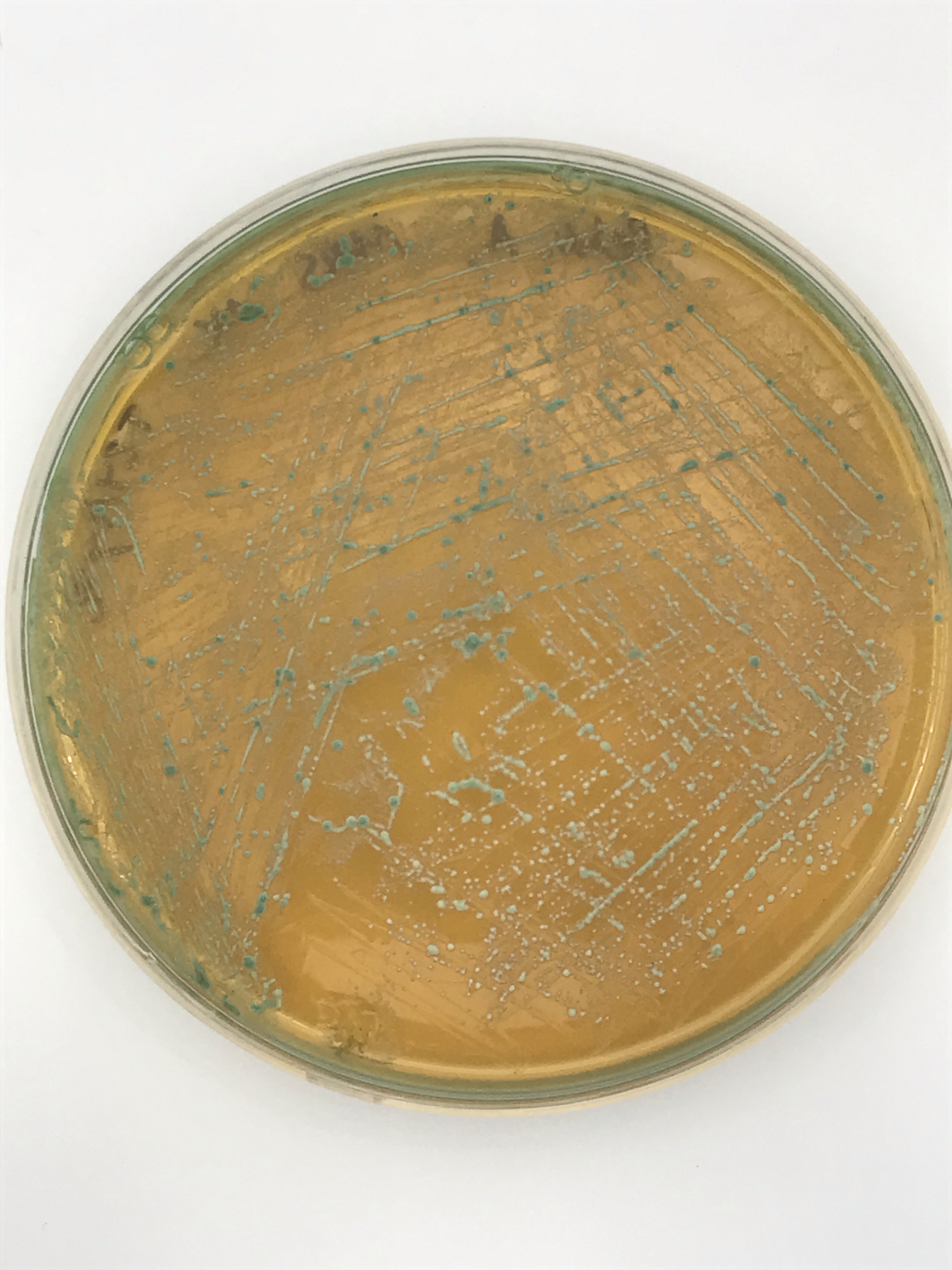
MRS寒天平板上のPediococcus acidilacticiのコロニー

MRS寒天培地（MRSかんてんばいち、英：De Man–Rogosa–Sharpe agar）は、ラクトバチルス属の増殖を促進するように設計された研究用の選択培地である。1960年に開発されたこの培地は、発明者であるJohannes Cornelis de Man、Morrison Rogosa、Margaret Elisabeth Sharpeにちなんで名付けられた。酢酸ナトリウムが含まれ、多くの競合菌の増殖を抑制する（ただし、Leuconostocやペディオコッカス属など、他の乳酸菌は増殖する可能性がある）。この培地は透明な茶色をしている。

## 一般的な組成
MRS寒天培地の一般的な組成(w/v):
- 1.0% ペプトン
- 1.0% ビーフエキス
- 0.4% 酵母エキス
- 2.0% グルコース
- 0.5% 酢酸ナトリウム三水和物
- 0.1% ポリソルベート80 (Tween 80として知られる)
- 0.2% リン酸水素二カリウム
- 0.2% クエン酸三アンモニウム
- 0.02% 硫酸マグネシウム七水和物
- 0.005% 硫酸マンガン四水和物
- 1.0% 寒天
- 25℃でpHを6.2に調整

酵母エキス・肉エキスとペプトンは、一般細菌の増殖に必要な炭素、窒素、ビタミンの供給源となる。酵母エキスには乳酸菌が必要とするビタミンやアミノ酸も含まれている。ポリソルベート80は界面活性剤で、ラクトバチルス属による栄養の取り込みを助ける。硫酸マグネシウムと硫酸マンガンは、代謝に使われる陽イオンを供給する。

## 関連記事
- マッコンキー寒天培地（グラム陰性菌を増殖や乳糖発酵の区別するために設計された培地）